# 북제주군 갑
북제주군 갑은 대한민국의 옛 국회의원 선거구이다. 당시 제주도 북제주군의 일부 지역을 관할했다.

## 역사
제헌 국회의원 선거를 앞두고 북제주군의 일부 지역을 관할하는 선거구로 신설되었다. 신설 당시 북제주군 제주읍, 조천면, 구좌면을 관할했다.
1955년 9월, 북제주군 제주읍이 제주시로 승격되었다. 이에 제4대 국회의원 선거를 앞두고 해당 지역이 제주시 선거구로 분리되었으며 잔여 북제주군 지역은 북제주군 단일 선거구를 형성하게 됨에 따라 폐지되었다.

## 역대 국회의원
| 선거   | 정당 | 정당               | 의원   |
| ------ | ---- | ------------------ | ------ |
| 1949년 |      | 대한독립촉성국민회 | 홍순녕 |
| 1950년 |      | 대한독립촉성국민회 | 김인선 |
| 1954년 |      | 무소속             | 김석호 |

## 역대 선거 결과

### 대한민국 제헌 국회의원 선거
|  | 27.70% |

|  | 25.19% |

|  | 22.47% |

|  | 10.75% |

|  | 6.33% |

|  | 5.87% |

|  | 1.65% |

### 대한민국 제2대 국회의원 선거
|  | 38.31% |

|  | 22.90% |

|  | 19.72% |

|  | 13.87% |

|  | 2.05% |

|  | 1.55% |

|  | 0.84% |

|  | 0.72% |

### 대한민국 제3대 국회의원 선거
|  | 28.43% |

|  | 22.56% |

|  | 15.26% |

|  | 14.50% |

|  | 8.65% |

|  | 7.20% |

|  | 3.37% |